# Life's Too Short (canção)
"Life's Too Short" é uma canção gravada pelo girl group sul-coreano Aespa, lançada em 24 de junho de 2022, pela SM Entertainment e Warner Records, como single de pré-lançamento do segundo extended play (EP) do grupo, Girls. A canção é a primeira canção do grupo totalmente gravada em inglês. Foi escrita por Uzoechi Emenike, Becky Hill e Sam Klempner e produzida por Klempner. "Life's Too Short" é uma canção meio-tempo pop, soft pop e bubblegum pop, conduzida por um riff de guitarra elétrica. Trata-se de permanecer fiel a si mesmo e fazer o que o faz feliz, não importa o que os outros tenham a dizer.

## Antecedentes e lançamento
Em 19 de abril de 2022, foi anunciado que Aespa se apresentaria no Coachella Valley Music and Arts Festival em 23 de abril, como parte do showcase Head in the Clouds Forever de 88rising. Seu repertório incluía "Savage", "Next Level", "Black Mamba" e uma versão em inglês de uma nova canção intitulada "Life's Too Short", que foi anunciada como parte de seu próximo lançamento. Em 1 de junho de 2022, um teaser marcando o lançamento de Girls foi postado nas várias contas de mídia social do grupo. Também foi revelado que o grupo lançaria a versão em inglês de "Life's Too Short" como o segundo single de pré-lançamento do EP em 24 de junho. A canção foi lançada para download digital e streaming em 24 de junho de 2022, pela SM Entertainment e Warner Records.

## Composição
"Life's Too Short" foi escrita por Uzoechi Emenike, Becky Hill] e Sam Klempner e produzida por Klempner. Musicalmente, a canção foi descrita como uma música pop, soft pop e bubblegum pop de tempo médio com um "riff de guitarra elétrica, viciante" e "vocais brilhantes, arejados e esperançosos". A letra da canção tem uma "aspiração positiva para desfrutar de uma vida única na vida como desejado, sem arrependimentos." "Life's Too Short" foi composta no chave de dó menor, com um andamento de 72 batidas por minuto. Aespa disse que a canção é um "lembrete a todos os nossos MYs para permanecerem fiéis a si mesmos e espalharem o amor porque a vida é muito curta para o ódio".

## Recepção crítica
Jason Lipshutz, da Billboard, escreveu que a canção "astuciosamente remonta a alguns singles clássicos frios de girl groups como Spice Girls e Destiny's Child". Tomas Mier da Rolling Stone considerou a canção "um bop suave, misturado com um refrão cativante e uma melodia dançante". Riddhi Chakraborty, da Rolling Stone India, descreveu a canção como "um hino sobre permanecer fiel a si mesmo e fazer o que te faz feliz - não importa o que os odiadores tenham a dizer".
| Crítico/Publicação | Lista                                   | Posição  | Ref.   |
| ------------------ | --------------------------------------- | -------- | ------ |
| Teen Vogue         | As 79 melhores músicas de K-pop de 2022 | Colocado | [ 11 ] |

## Videoclipe

Cena do videoclipe, onde Aespa é visto fazendo uma guerra de travesseiros em uma festa do pijama.

Um videoclipe para a canção foi lançado à meia-noite de 24 de junho de 2022, junto com "Life's Too Short". O vídeo foi inspirado na moda, filmes e cultura pop do início dos anos 2000 em tons "nebulosos" de rosa, roxo e azul. O visual mostra o grupo curtindo suas vidas, evitando as mídias sociais para dormir na casa, ir ao karaokê e participar de sessões de fotos. Tem referências a filmes como Mean Girls e Clueless.

## Promoção
O grupo estreou "Life's Too Short" no Coachella Valley Music and Arts Festival em 23 de abril de 2022. Nos dias 26 e 27 de junho, Aespa apresentou a canção durante um show único intitulado "Aespa Showcase Synk in LA". O grupo apresentou a canção no Jimmy Kimmel Live! em 29 de junho de 2022. Elas embarcaram na série de concertos de verão do Good Morning America em 8 de julho de 2022, com apresentações de "Life's Too Short", "Black Mamba", "Girls", "Illusion" e "Next Level".

## Lista de faixas
- Download digital / streaming[17]

1. "Life's Too Short (versão em inglês)" – 2:58
2. "Life's Too Short" (instrumental) – 2:58

## Créditos e pessoal
Créditos adaptados do encarte de Girls.
Estúdio
- SM SSAM Studio – gravação
- SM Lvyin Studio – edição digital
- SM Blue Ocean Studio – mixagem

Pessoal
- Aespa – vocais, vocais de fundo
- Uzoechi Emenike – letras em inglês, composição
- Becky Hill – letras em inglês, composição
- Sam Klempner – letras em inglês, composição, arranjo
- Jang Jung-won – letras em coreano
- MinGtion – direção vocal
- Oiaisle – vocais de fundo
- Kang Eun-ji – gravação
- Lee Ji-hong – edição digital
- Kim Chul-soon – mixagem

## Desempenho nas paradas musicais
| Parada musical (2022)                   | Melhor posição |
| --------------------------------------- | -------------- |
| Coreia do Sul (Circle) versão em inglês | 47             |
| Coreia do Sul (Circle)                  | 190            |
| Global 200 (Billboard)                  | 184            |
| Indonésia (Billboard)                   | 18             |
| Japão (Japan Hot 100)                   | 94             |
| Singapura (RIAS Top Regional)           | 16             |
| Vietnã (Vietnam Hot 100)                | 27             |

| Parada musical (2022)                   | Posição |
| --------------------------------------- | ------- |
| Coreia do Sul (Circle) versão em inglês | 66      |

## Histórico de lançamento
| Região | Data                | Versão  | Formato(s)                 | Gravadora(s) |
| ------ | ------------------- | ------- | -------------------------- | ------------ |
| Várias | 24 de junho de 2022 | Inglês  | Download digital streaming | SM Warner    |
| Várias | 8 de julho de 2022  | Coreano | Download digital streaming | SM           |